# Liste der Staatsoberhäupter 1942
Übersicht
◄◄ | ◄ | 1938 | 1939 | 1940 | 1941 | Liste der Staatsoberhäupter 1942 | 1943 | 1944 | 1945 | 1946 | ► | ►►

Weitere Ereignisse

## Afrika
- Ägypten
  - Staatsoberhaupt: König Faruq (1936–1952)
  - Regierungschef:
    - Ministerpräsident Hussein Sirri Pascha (1940–5. Februar 1942, 1949–1950, 1952)
    - Ministerpräsident Mustafa an-Nahhas Pascha (1928, 1930, 1936–1937, 5. Februar 1942–1944, 1950–1952)

- Äthiopien
  - Staats- und Regierungschef: Kaiser Haile Selassie (1930–1974) (1916–1930 Regent, 1936–1941 im Exil)

- Liberia
  - Staats- und Regierungschef: Präsident Edwin Barclay (1930–1944)

- Südafrika
  - Staatsoberhaupt: König Georg VI. (1936–1952)
    - Generalgouverneur: Patrick Duncan (1937–1943)

  - Regierungschef: Ministerpräsident Jan Smuts (1919–1924, 1939–1948)

## Amerika

### Nordamerika
- Kanada
  - Staatsoberhaupt: König Georg VI. (1936–1952)
  - Generalgouverneur: Alexander Cambridge, 1. Earl of Athlone (1940–1946)
  - Regierungschef: Premierminister William Lyon Mackenzie King (1935–1948)

- Mexiko
  - Staats- und Regierungschef: Präsident Manuel Ávila Camacho (1940–1946)

- Vereinigte Staaten
  - Staats- und Regierungschef: Präsident Franklin D. Roosevelt (1933–1945)

### Mittelamerika
- Costa Rica
  - Staats- und Regierungschef: Präsident Rafael Ángel Calderón Guardia (1940–1944)

- Dominikanische Republik
  - Staats- und Regierungschef:
    - Präsident Manuel de Jesús Troncoso (1940–18. Mai 1942)
    - Präsident Rafael Trujillo (1930–1938, 18. Mai 1942–1952)

- El Salvador
  - Staats- und Regierungschef: Präsident Maximiliano Hernández Martínez (1931–1934, 1935–1944)

- Guatemala
  - Staats- und Regierungschef: Präsident Jorge Ubico Castañeda (1931–1944)

- Haiti
  - Staats- und Regierungschef: Präsident Élie Lescot (1941–1946)

- Honduras
  - Staats- und Regierungschef: Präsident Tiburcio Carías Andino (1933–1949)

- Kuba
  - Staatsoberhaupt: Präsident Fulgencio Batista (1940–1944, 1952–1959)
  - Regierungschef:
    - Ministerpräsident Carlos Saladrigas y Zayas (1940–16. August 1942)
    - Ministerpräsident Ramón Zaydín y Márquez Sterling (16. August 1942–1944)

- Nicaragua
  - Staats- und Regierungschef: Präsident Anastasio Somoza García (1937–1947, 1950–1956)

- Panama
  - Staats- und Regierungschef: Präsident Ricardo Adolfo de la Guardia Arango (1941–1945)

### Südamerika
- Argentinien
  - Staats- und Regierungschef:
    - Präsident Roberto María Ortiz (1938–27. Juni 1942)
    - Präsident Ramón Castillo (1940–1943) (bis 27. Juni 1942 kommissarisch)

- Bolivien
  - Staats- und Regierungschef: Präsident Enrique Peñaranda del Castillo (1940–1943)

- Brasilien
  - Staats- und Regierungschef: Präsident Getúlio Vargas (1930–1945, 1951–1954)

- Chile
  - Staats- und Regierungschef:
    - Präsident Jerónimo Méndez (1941–2. April 1942) (kommissarisch)
    - Präsident Juan Antonio Ríos Morales (2. April 1942–1946)

- Ecuador
  - Staats- und Regierungschef: Präsident Carlos Alberto Arroyo del Río (1939, 1940–1944)

- Kolumbien
  - Staats- und Regierungschef:
    - Präsident Eduardo Santos (1938–7. August 1942)
    - Präsident Alfonso López Pumarejo (1934–1938,7. August 1942–1945)

- Paraguay
  - Staats- und Regierungschef: Präsident Higinio Morínigo (1940–1948) (bis 1943 kommissarisch)

- Peru
  - Staatsoberhaupt: Präsident Manuel Prado y Ugarteche (1939–1945, 1956–1962)
  - Regierungschef: Premierminister Alfredo Solf y Muro (1939–1944)

- Uruguay
  - Staats- und Regierungschef: Präsident Alfredo Baldomir (1938–1943)

- Venezuela
  - Staats- und Regierungschef: Präsident Isaías Medina Angarita (1941–1945)

## Asien

### Ost-, Süd- und Südostasien
- Bhutan
  - Herrscher: König Jigme Wangchuk (1926–1952)

- China
  - Staatsoberhaupt: Vorsitzender der Nationalregierung Lin Sen (1931–1943)
  - Regierungschef: Vorsitzender des Exekutiv-Yuans Chiang Kai-shek (1939–1945)

- Britisch-Indien
  - Kaiser: Georg VI. (1936–1947)
  - Vizekönig: Victor Alexander John Hope (1936–1943)

- Japan
  - Staatsoberhaupt: Kaiser Hirohito (1926–1989)
  - Regierungschef: Premierminister Tōjō Hideki (1941–1944)

- Mandschukuo (umstritten)
  - Staatsoberhaupt: Kaiser Puyi (1932–1945)
  - Regierungschef: Ministerpräsident Zhang Jinghui (1935–1945)

- Nepal
  - Staatsoberhaupt: König Tribhuvan (1911–1955)
  - Regierungschef: Ministerpräsident Juddha Shamsher Jang Bahadur Rana (1932–1945)

- Siam (heute: Thailand)
  - Staatsoberhaupt: König Ananda Mahidol (1935–1946)
  - Regierungschef: Feldmarschall Phibul Songkhram (1938–1944)

### Vorderasien
- Irak
  - Staatsoberhaupt: König Faisal II. (1939–1958)
  - Regierungschef: Ministerpräsident Nuri as-Said (1941–1944)

- Jemen
  - Herrscher: König Yahya bin Muhammad (1918–1948)

- Persien (heute: Iran)
  - Staatsoberhaupt: Schah Mohammad Reza Pahlavi (1941–1979)
  - Regierungschef:
    - Ministerpräsident Mohammad Ali Foroughi (1941–7. März 1942)
    - Ministerpräsident Ali Soheili (9. März 1942–6. August 1942)
    - Ministerpräsident Ahmad Qavām (8. August 1942–1943)

- Saudi-Arabien
  - Staatsoberhaupt und Regierungschef: König Abd al-Aziz ibn Saud (1932–1953)

- Transjordanien (heute: Jordanien)
  - Herrscher: Emir Abdallah ibn Husain I. (1921–1951)

### Zentralasien
- Afghanistan
  - Staatsoberhaupt: König Mohammed Sahir Schah (1933–1973)
  - Regierungschef: Ministerpräsident Sardar Mohammad Hashim Khan (1929–1946)

- Mongolei
  - Staatsoberhaupt: Vorsitzender des Großen Staats-Churals Gontschigiin Bumtsend (6. Juli 1940–1953)
  - Regierungschef: Vorsitzender des Rats der Volkskommissare Chorloogiin Tschoibalsan (1939–1952)

- Tibet (umstritten)
  - Herrscher: Dalai Lama Tendzin Gyatsho (1935–1951)

## Australien und Ozeanien
- Australien
  - Staatsoberhaupt: König Georg VI. (1936–1952)
  - Generalgouverneur:  Earl Alexander Hore-Ruthven (1936–1945)
  - Regierungschef: Premierminister John Curtin (1941–1945)

- Neuseeland
  - Staatsoberhaupt: König Georg VI. (1936–1952)
  - Generalgouverneur: Marschall Baron Cyril Newall (1941–1946)
  - Regierungschef: Premierminister Peter Fraser (1940–1949)

## Europa
- Albanien (1939–1943 von Italien besetzt)
  - Staatsoberhaupt: König Viktor Emanuel III. (1939–1943) (1936–1941 Kaiser von Äthiopien, 1900–1946 König von Italien)
  - Regierungschef: Ministerpräsident Mustafa Kruja (1941–1943)

- Andorra
  - Co-Fürsten:
    - Staatspräsident von Frankreich: Henri Philippe Pétain (1940–1944)
    - Bischof von Urgell: Ramon Iglésias Navarri (1940–1969)

- Belgien (1940–1944 von Deutschland besetzt)
  - Militärgouverneur: Alexander von Falkenhausen (1940–1944)
  - Staatsoberhaupt: König Leopold III. (1934–1951) (1940–1945 in deutscher Gefangenschaft, 1945–1950 im Schweizer Exil)
  - Regierungschef: Ministerpräsident Hubert Pierlot (1939–1945) (1940–1944 im Exil)

- Bulgarien
  - Staatsoberhaupt: Zar Boris III. (1918–1943)
  - Regierungschef: Ministerpräsident Bogdan Filow (1940–1943)

- Dänemark (1940–1945 von Deutschland besetzt)
  - Staatsoberhaupt: König Christian X. (1912–1947) (1918–1944 König von Island)
  - Regierungschef:
    - Ministerpräsident Thorvald Stauning (1924–1926, 1929–3. Mai 1942)
    - Ministerpräsident Vilhelm Buhl (4. Mai 1942–9. November 1942, 1945)
    - Ministerpräsident Erik Scavenius (9. November 1942–1945)

- Deutsches Reich
  - Staats- und Regierungschef: „Führer und Reichskanzler“  Adolf Hitler (1933–1945)

- Finnland
  - Staatsoberhaupt: Präsident Risto Ryti (1940–1944) (1939–1940 Ministerpräsident)
  - Regierungschef: Ministerpräsident Johan Wilhelm Rangell (1941–1943)

- Frankreich (1940–1944 von Deutschland besetzt; im Osten und Süden von Deutschland kontrollierte Regierung sog. Vichy-Regime)
  - Staatsoberhaupt: Staatschef Philippe Pétain (1940–1944) (1940–1942 Präsident des Ministerrats)
  - Regierungschef:
    - Präsident des Ministerrats Philippe Pétain (1940–18. April 1942) (1940–1944 Staatschef)
    - Präsident des Ministerrats Pierre Laval (1931–1932, 1935–1936, 18. April 1942–1944)

- Griechenland (1941–1944 von Deutschland und (bis 1943) Italien besetzt)
  - Staatsoberhaupt: König Georg II. (1922–1924, 1935–1947) (1941–1946 im Exil)
  - Regierungschef: Ministerpräsident Emmanouil Tsouderos (1941–1944) (1941–1944 im Exil)
    - Ministerpräsident Georgios Tsolakoglou (1941–2. Dezember 1942) (Regierung unter Kontrolle der Achsenmächte)
    - Ministerpräsident Konstantinos Logothetopoulos (2. Dezember 1942–1943) (Regierung unter Kontrolle der Achsenmächte)

- Irland
  - Staatsoberhaupt: Präsident Douglas Hyde (1938–1945)
  - Regierungschef: Taoiseach Éamon de Valera (1932–1948, 1951–1954, 1957–1959) (1959–1973 Präsident)

- Italien
  - Staatsoberhaupt: König Viktor Emanuel III. (1900–1946)
  - Regierungschef: Duce Benito Mussolini (1922–1943)

- Jugoslawien (1941–1945 von Deutschland und (bis 1943) Italien besetzt)
  - Staatsoberhaupt: König Peter II. (1934–1945) (1941–1945 im Exil)

- Kroatien (10. April 1941–1945 unter Oberhoheit von Deutschland und (bis 1943) Italien)
  - Staatsoberhaupt: König Tomislav II. (1941–1943) (wurde nie gekrönt)
  - Regierungschef: „Führer“ Ante Pavelić (1941–1943) (1943–1945 Staatsoberhaupt)

- Liechtenstein
  - Staatsoberhaupt: Fürst Franz Josef II. (1938–1989)
  - Regierungschef Josef Hoop (1928–1945)

- Luxemburg (1940–1944 von Deutschland besetzt)
  - Staatsoberhaupt: Großherzogin Charlotte (1919–1964) (1940–1945 im Exil)
  - Regierungschef: Staatsminister Pierre Dupong (1937–1953) (1940–1945 im Exil)
- CdZ-Gebiet Luxemburg
  - Chef der Zivilverwaltung Gustav Simon (1940–1944)

- Monaco
  - Staatsoberhaupt: Fürst Louis II. (1922–1949)
  - Regierungschef: Staatsminister Émile Roblot (1937–1944)

- Niederlande (1940–1945 von Deutschland besetzt)
  - Staatsoberhaupt: Königin Wilhelmina (1890–1948) (1940–1945 im Exil)
  - Regierungschef: Ministerpräsident Pieter Sjoerds Gerbrandy (1940–1945) (1940–1945 im Exil)
  - Reichskommissar Arthur Seyß-Inquart (1940–1945) (1938 Bundeskanzler vön Österreich)

- Norwegen (1940–1945 von Deutschland besetzt)
  - Staatsoberhaupt: König Haakon VII. (1906–1957) (1940–1945 im Exil)
  - Regierungschef: Ministerpräsident Johan Nygaardsvold (1935–1945) (1940–1945 im Exil)
  - Reichskommissar Josef Terboven (1940–1945)
  - Ministerpräsident Vidkun Quisling (1940, 1. Februar 1942–1945)

- Polen
  - Staatsoberhaupt: Präsident Władysław Raczkiewicz (1939–1947)
  - Regierungschef: Ministerpräsident Władysław Sikorski (1939–1943)

- Portugal
  - Staatsoberhaupt: Präsident Óscar Carmona (1925–1951)
  - Regierungschef: Ministerpräsident António de Oliveira Salazar (1932–1968)

- Rumänien
  - Staatsoberhaupt: König Michael I. (1940–1947)
  - Regierungschef: Ministerpräsident Ion Antonescu (1940–1944)

- San Marino
  - Capitani Reggenti:
    - Giuliano Gozi (1923, 1926–1927, 1932, 1937, 1941–1. April 1942) und Giovanni Lonfernini (1934, 1937–1938, 1941–1. April 1942)
    - Settimio Belluzzi (1933, 1937, 1. April 1942–1. Oktober 1942) und Celio Gozi (1938–1939, 1. April 1942–1. Oktober 1942)
    - Carlo Balsimelli (1920–1921, 1933–1934, 1938–1939, 1. Oktober 1942–1943) und Renato Martelli (1. Oktober 1942–1943)

  - Regierungschef: Außenminister Giuliano Gozi (1918–1943)

- Schweden
  - Staatsoberhaupt: König Gustav V. (1907–1950)
  - Regierungschef: Ministerpräsident Per Albin Hansson (1936–1946)

- Schweiz[1]
  - Bundespräsident: Philipp Etter (1939, 1942, 1947, 1953)
  - Bundesrat:
    - Marcel Pilet-Golaz (1929–1944)
    - Philipp Etter (1934–1959)
    - Ernst Wetter (1939–1943)
    - Enrico Celio (1940–1950)
    - Walther Stampfli (1940–1947)
    - Karl Kobelt (1941–1954)
    - Eduard von Steiger (1941–1951)

- Slowakei
  - Staatsoberhaupt: Jozef Tiso (1939–1945)
  - Regierungschef: Ministerpräsident Vojtech Tuka (1939–1944)

- Sowjetunion
  - Parteichef: Generalsekretär der KPdSU Josef Stalin (1922–1953)
  - Staatsoberhaupt: Vorsitzender des Präsidiums des obersten Sowjets Michail Iwanowitsch Kalinin (1922–1946)
  - Regierungschef: Vorsitzender des Ministerrats Josef Stalin (1941–1953)

- Spanien
  - Staats- und Regierungschef: Caudillo General Francisco Franco (1939–1975)

- Türkei
  - Staatsoberhaupt: Präsident İsmet İnönü (1938–1950)
  - Regierungschef:
    - Ministerpräsident Refik Saydam (1939–8. Juli 1942)
    - Innenminister Ahmet Fikri Tüzer (8. Juli 1942–9. Juli 1942)
    - Ministerpräsident Şükrü Saracoğlu (9. Juli 1942–1946)

- Ungarn
  - Staatsoberhaupt: Reichsverweser Miklós Horthy (1920–1944)
  - Regierungschef:
    - Ministerpräsident László Bárdossy (1941–9. März 1942)
    - Ministerpräsident Miklós Kállay (9. März 1942–1944)

- Vatikanstadt
  - Staatsoberhaupt: Papst Pius XII. (1939–1958)
  - Regierungschef: Kardinalstaatssekretär Luigi Maglione (1939–1944)

- Vereinigtes Königreich
  - Staatsoberhaupt: König Georg VI. (1936–1952)
  - Regierungschef: Premierminister Winston Churchill (1940–1945)